# ان-متیل‌مورفولین
ان-متیل‌مورفولین (به انگلیسی: N-Methylmorpholine) یک ترکیب شیمیایی با شناسه پاب‌کم ۷۹۷۲ است. شکل ظاهری این ترکیب، مایع است.